# Eulersche Zahl
Die Eulersche Zahl, mit dem Symbol {\displaystyle e} bezeichnet, ist eine Konstante, die in der gesamten Analysis und allen damit verbundenen Teilgebieten der Mathematik, besonders in der Differential- und Integralrechnung, aber auch in der Stochastik (Kombinatorik, Normalverteilung) eine zentrale Rolle spielt. Ihr numerischer Wert beträgt
{\displaystyle e=2{,}71828\,18284\,59045\,23536\,02874\,71352\,66249\,77572\,47093\,69995\,\dots }
{\displaystyle e} ist eine transzendente und somit auch irrationale reelle Zahl. Sie ist die Basis des natürlichen Logarithmus und der (natürlichen) Exponentialfunktion. In der angewandten Mathematik spielt die Exponentialfunktion und somit {\displaystyle e} eine bedeutende Rolle bei der Beschreibung von Vorgängen wie dem radioaktiven Zerfall und dem natürlichen Wachstum.
Es gibt zahlreiche äquivalente Definitionen von {\displaystyle e}, die bekannteste lautet:
{\displaystyle e=1+{\frac {1}{1}}+{\frac {1}{1\cdot 2}}+{\frac {1}{1\cdot 2\cdot 3}}+{\frac {1}{1\cdot 2\cdot 3\cdot 4}}+\dotsb =\sum _{k=0}^{\infty }{\frac {1}{k!}}}
Die Zahl wurde nach dem Schweizer Mathematiker Leonhard Euler (1707–1783) benannt, der zahlreiche Eigenschaften von {\displaystyle e} beschrieb. Gelegentlich wird sie auch nach dem schottischen Mathematiker John Napier als Napiers Konstante (oder Nepersche Konstante) bezeichnet. Sie gehört zu den wichtigsten Konstanten der Mathematik.

## Definition
Die Zahl {\displaystyle e} wurde von Leonhard Euler durch die folgende Reihe definiert:
{\displaystyle {\begin{aligned}e&=1+{\frac {1}{1}}+{\frac {1}{1\cdot 2}}+{\frac {1}{1\cdot 2\cdot 3}}+{\frac {1}{1\cdot 2\cdot 3\cdot 4}}+\dotsb \\&={\frac {1}{0!}}+{\frac {1}{1!}}+{\frac {1}{2!}}+{\frac {1}{3!}}+{\frac {1}{4!}}+\dotsb \\&=\sum _{k=0}^{\infty }{\frac {1}{k!}}\\\end{aligned}}}
Für {\displaystyle k\in \mathbb {N} _{0}} ist dabei {\displaystyle k!} die Fakultät von {\displaystyle k}, also im Falle {\displaystyle k>0} das Produkt {\displaystyle k!=1\cdot 2\cdot \ldots \cdot k} der natürlichen Zahlen von {\displaystyle 1} bis {\displaystyle k}, während {\displaystyle 0!:=1} definiert ist.
Wie schon Euler bewies, erhält man die Eulersche Zahl {\displaystyle e} auch als funktionalen Grenzwert.
Die Zahl {\displaystyle e} kann auch als Grenzwert der Folge {\displaystyle (a_{n})_{n\in \mathbb {N} }} mit {\displaystyle a_{n}:=\left(1+{\frac {1}{n}}\right)^{n}} geschrieben werden:
{\displaystyle e=\lim _{n\to \infty }\left(1+{\frac {1}{n}}\right)^{n}}
Dem liegt zugrunde, dass
{\displaystyle e=\exp(1)=e^{1}}
gilt, {\displaystyle e} also der Funktionswert der Exponentialfunktion (oder auch „{\displaystyle e}-Funktion“) an der Stelle {\displaystyle 1} ist. Die obige Reihendarstellung von {\displaystyle e} ergibt sich in diesem Zusammenhang dadurch, dass man die Taylorreihe der Exponentialfunktion um die Entwicklungsstelle {\displaystyle 0} an der Stelle {\displaystyle 1} auswertet.
Ein alternativer Zugang zur Definition der Eulerschen Zahl ist derjenige über Intervallschachtelungen, etwa in der Weise, wie es in Theorie und Anwendung der unendlichen Reihen von Konrad Knopp dargestellt wird. Danach gilt für alle {\displaystyle n\in \mathbb {N} }:
{\displaystyle \left(1+{\frac {1}{n}}\right)^{n}<e<\left(1+{\frac {1}{n}}\right)^{n+1}}
Die Entstehung der Zahl {\displaystyle e} lässt sich auch grafisch veranschaulichen. Aus der Abbildung ergibt sich folgender Zusammenhang:
{\displaystyle {\frac {1}{n}}\cdot {\frac {n}{n+1}}\leq \int _{1}^{1+{\frac {1}{n}}}{\frac {1}{x}}\,\mathrm {d} x\leq {\frac {1}{n}}\cdot 1}
{\displaystyle \Leftrightarrow {\frac {1}{n}}\cdot {\frac {n}{n+1}}\leq \ln \left(1+{\frac {1}{n}}\right)\leq {\frac {1}{n}}\cdot 1} (Lösung des Integrals)
{\displaystyle \Leftrightarrow {\frac {n}{n+1}}\leq n\cdot \ln \left(1+{\frac {1}{n}}\right)\leq 1} (Multiplikation mit n)
{\displaystyle \Leftrightarrow {\frac {n}{n+1}}\leq \ln \left(1+{\frac {1}{n}}\right)^{n}\leq 1} (Anwendung eines Logarithmengesetzes)
{\displaystyle \Leftrightarrow \lim _{n\to \infty }{\frac {n}{n+1}}\leq \lim _{n\to \infty }\left(\ln \left(1+{\frac {1}{n}}\right)^{n}\right)\leq 1} (Grenzwertbildung)
{\displaystyle \Leftrightarrow \ln \left(\lim _{n\to \infty }\left(1+{\frac {1}{n}}\right)^{n}\right)=1} (Stetigkeit der Logarithmus-Funktion)
{\displaystyle \Leftrightarrow e=\lim _{n\to \infty }\left(1+{\frac {1}{n}}\right)^{n}} (Umkehrfunktion der Exponentialfunktion)

## Die Vorgeschichte vor Euler
Die Geschichte der Eulerschen Zahl {\displaystyle e} beginnt bereits im 16. Jahrhundert mit drei Problembereichen, in denen eine Zahl auftaucht, der sich damals die Mathematiker näherten und die später {\displaystyle e} genannt wurde:
- Als Basis von Logarithmen in den Logarithmentafeln von John Napier und Jost Bürgi. Beide hatten ihre Tafeln unabhängig voneinander entwickelt, wobei sie eine Idee von Michael Stifel aufnahmen und Ergebnisse von Stifel und anderen Mathematikern des 16. Jahrhunderts benutzten. Bürgi veröffentlichte 1620 seine „Arithmetische und geometrische Progreß-Tabulen“. Als Basis seines Logarithmensystems verwendet Bürgi offenbar instinktiv eine Zahl, die nahe bei {\displaystyle e} liegt. Napier veröffentlichte 1614 seine „Mirifici logarithmorum canonis descriptio“ und benutzt dabei eine zu {\displaystyle 1/e} proportionale Basis.[7] Napier und Bürgi wollten mit Hilfe der Logarithmentafeln Multiplikationen auf Additionen zurückführen, um so umfangreiche Rechnungen einfacher und weniger zeitaufwändig zu gestalten.
- Als Grenzwert einer Folge in der Zinseszinsrechnung. 1669 stellte Jacob Bernoulli die Aufgabe: „Eine Summe Geldes sei auf Zinsen angelegt, dass in den einzelnen Augenblicken ein proportionaler Teil der Jahreszinsen zum Kapital geschlagen wird.“ Diesen proportionalen Zinszuschlag nennen wir heute „stetige Verzinsung“.[8] Bernoulli fragt, ob durch Verträge, bei denen die einzelnen Augenblicke immer kürzer werden, beliebig große Vielfache der Ausgangssumme erzielt werden können, und erreicht als Lösung eine Zahl, die wir heute als Eulersche Zahl {\displaystyle e} kennen.[9]
- Als unendliche Reihe (Fläche der Hyperbel des Apollonios von Perge). Es ging (in heutiger Sprache) um die Frage, wie weit sich eine Fläche unter der Hyperbel {\displaystyle xy=1} von {\displaystyle x=1} nach rechts erstreckt, die genauso groß wie die Fläche des Einheitsquadrats ist. Der flämische Mathematiker Grégoire de Saint-Vincent (latinisiert Gregorius a Sancto Vincentino) entwickelte zur Lösung eine Funktion, die wir heute natürlichen Logarithmus nennen und mit {\displaystyle \ln } bezeichnen. Er entdeckte interessante Eigenschaften, darunter eine Gleichung, die wir heute Funktionalgleichung des Logarithmus nennen, die auch Napier und Bürgi zur Konstruktion und bei der Benutzung ihrer Logarithmentafeln benutzten.[10] Es ist nicht gesichert, ob ihm bewusst war, dass die Basis dieses Logarithmus die Zahl ist, die später {\displaystyle e} genannt wurde. Aufgefallen ist dies erst nach Erscheinen seines Werkes.[11] Spätestens sein Schüler und Co-Autor Alphonse Antonio de Sarasa stellte den Zusammenhang durch eine Logarithmusfunktion dar. In einem Aufsatz, der die Verbreitung der Ideen von Saint-Vincent durch de Sarasa behandelt, heißt es, dass „die Beziehung zwischen Logarithmen und der Hyperbel in allen Eigenschaften durch Saint-Vincent gefunden wurde, nur nicht im Namen“.[12] Durch Arbeiten von Newton und Euler wurde dann klar, dass {\displaystyle e} die Basis ist.[13] Leibniz war offensichtlich der Erste, der einen Buchstaben für diese Zahl benutzte. In seiner Korrespondenz mit Christiaan Huygens von 1690/1 benutzte er den Buchstaben b als Basis einer Potenz.[14]

## Herkunft des Symbolse
Als frühestes Dokument, das die Verwendung des Buchstabens {\displaystyle e} für diese Zahl durch Leonhard Euler aufweist, gilt ein Brief Eulers an Christian Goldbach vom 25. November 1731. Noch früher, 1727 oder 1728, begann Euler, den Buchstaben {\displaystyle e} zu benutzen, und zwar im Artikel „Meditatio in experimenta explosione tormentorum nuper instituta“ über Explosivkräfte in Kanonen, der allerdings erst 1862 veröffentlicht wurde. Als nächste gesicherte Quelle für die Verwendung dieses Buchstabens gilt Eulers Werk Mechanica sive motus scientia analytice exposita, II aus dem Jahre 1736. In der im Jahre 1748 erschienenen Introductio in analysin infinitorum greift Euler diese Bezeichnung wieder auf.
Es gibt keine Hinweise darauf, dass diese Wahl des Buchstabens {\displaystyle e} in Anlehnung an seinen Namen geschah. Unklar ist auch, ob er dies in Anlehnung an die Exponentialfunktion oder aus praktischen Erwägungen der Abgrenzung zu den viel benutzten Buchstaben a, b, c oder d machte. Obwohl auch andere Bezeichnungen in Gebrauch waren, etwa c in d’Alemberts Histoire de l’Académie, hat sich {\displaystyle e} durchgesetzt.
Im Formelsatz wird {\displaystyle e} nach DIN 1338 und ISO 80000-2 nicht kursiv gesetzt, um die Zahl von einer Variablen zu unterscheiden. Allerdings ist auch die kursive Schreibweise verbreitet.

## Eigenschaften
Die Eulersche Zahl {\displaystyle e} ist eine transzendente (Beweis nach Charles Hermite, 1873) und damit irrationale Zahl (Beweis mit Kettenbrüchen für {\displaystyle e^{2}} und somit {\displaystyle e} bereits 1737 von Euler, Beweis im Beweisarchiv bzw. Artikel). Sie lässt sich also (wie auch die Kreiszahl {\displaystyle \pi } nach Ferdinand von Lindemann 1882) nicht als Bruch zweier natürlicher Zahlen (sogar nicht einmal als Lösung einer algebraischen Gleichung) darstellen und besitzt folglich eine unendliche nichtperiodische Dezimalbruchentwicklung. Das Irrationalitätsmaß von {\displaystyle e} ist 2 und somit so klein wie möglich für eine irrationale Zahl, insbesondere ist {\displaystyle e} nicht liouvillesch. Es ist nicht bekannt, ob {\displaystyle e} zu irgendeiner Basis normal ist.
In der Eulerschen Identität
{\displaystyle e^{\mathrm {i} \cdot \pi }=-1}
werden fundamentale mathematische Konstanten in Zusammenhang gesetzt: die ganze Zahl 1, die Eulersche Zahl {\displaystyle e}, die imaginäre Einheit {\displaystyle \mathrm {i} } der komplexen Zahlen und die Kreiszahl {\displaystyle \pi }.
In der umgestellten Form: {\displaystyle e^{\mathrm {i} \cdot \pi }+1=0} kommt mit der Null sogar noch eine weitere fundamentale Konstante hinzu.
Die Eulersche Zahl tritt auch in der asymptotischen Abschätzung der Fakultät auf (siehe Stirlingformel):
{\displaystyle {\sqrt {2\pi n}}\left({\frac {n}{e}}\right)^{n}\leq n!\leq {\sqrt {2\pi n}}\left({\frac {n}{e}}\right)^{n}\cdot e^{\frac {1}{12n}}}
Die Cauchy-Produktformel für die beiden (jeweils absolut konvergenten) Reihen und der binomische Lehrsatz ergeben
{\displaystyle \sum _{k=0}^{\infty }{\frac {1}{k!}}\cdot \sum _{k=0}^{\infty }{\frac {(-1)^{k}}{k!}}=\sum _{k=0}^{\infty }\sum _{j=0}^{k}{\frac {1}{j!}}{\frac {(-1)^{k-j}}{(k-j)!}}=\sum _{k=0}^{\infty }{\frac {1}{k!}}\sum _{j=0}^{k}{\binom {k}{j}}1^{j}(-1)^{k-j}=\sum _{k=0}^{\infty }(1+(-1))^{k}=\sum _{k=0}^{\infty }0^{k}=1=e\cdot e^{-1}}
und daraus folgt sofort:
{\displaystyle e^{-1}={\frac {1}{e}}=\sum _{k=0}^{\infty }{\frac {(-1)^{k}}{k!}}}

## Geometrische Interpretation
Eine geometrische Interpretation der Eulerschen Zahl liefert die Integralrechnung. Danach ist {\displaystyle e} diejenige eindeutig bestimmte Zahl {\displaystyle b>1}, für die der Inhalt der Fläche unterhalb des Funktionsgraphen der reellen Kehrwertfunktion {\displaystyle y={\tfrac {1}{x}}} im Intervall {\displaystyle [1,b]} exakt gleich {\displaystyle 1} ist:
{\displaystyle \int _{1}^{e}{\frac {1}{x}}\,\mathrm {d} x=1}

## Weitere Darstellungen für die Eulersche Zahl
Die Eulersche Zahl lässt sich auch durch
{\displaystyle e=\lim _{n\to \infty }{\frac {n}{\sqrt[{n}]{n!}}}}
oder durch den Grenzwert des Quotienten aus Fakultät und Subfakultät beschreiben:
{\displaystyle e=\lim _{n\to \infty }{\frac {n!}{!n}}.}
Eine Verbindung zur Verteilung der Primzahlen wird über die Formeln
{\displaystyle e=\lim _{n\to \infty }({\sqrt[{n}]{n}})^{\pi (n)}}
{\displaystyle e=\lim _{n\to \infty }{\sqrt[{n}]{n\#}}}
deutlich, wobei {\displaystyle \pi (n)} die Primzahlfunktion und das Symbol {\displaystyle n\#} das Primorial der Zahl {\displaystyle n} bedeutet.
Auch eher von exotischem Reiz als von praktischer Bedeutung ist die catalansche Darstellung
{\displaystyle e={\sqrt[{1}]{\frac {2}{1}}}\cdot {\sqrt[{2}]{\frac {4}{3}}}\cdot {\sqrt[{4}]{\frac {6\cdot 8}{5\cdot 7}}}\cdot {\sqrt[{8}]{\frac {10\cdot 12\cdot 14\cdot 16}{9\cdot 11\cdot 13\cdot 15}}}\cdots }

## Kettenbruchentwicklungen
Im Zusammenhang mit der Zahl {\displaystyle e} gibt es spätestens seit dem Erscheinen von Leonhard Eulers Introductio in Analysin Infinitorum im Jahre 1748 eine große Anzahl Kettenbruchentwicklungen für {\displaystyle e} und aus {\displaystyle e} ableitbare Größen.
So hat Euler die folgende klassische Identität für {\displaystyle e} gefunden:
{\displaystyle (1){\begin{aligned}e&=[2;1,2,1,1,4,1,1,6,1,1,8,1,1,10,1,\dotsc ]\\&=2+{\cfrac {1}{1+{\cfrac {1}{2+{\cfrac {1}{1+{\cfrac {1}{1+{\cfrac {1}{4+{\cfrac {1}{1+{\cfrac {1}{1+{\cfrac {1}{6+\dotsb }}}}}}}}}}}}}}}}\end{aligned}}}(Folge A003417 in OEIS)
Die Identität (1) weist offenbar ein regelmäßiges Muster auf, das sich bis ins Unendliche fortsetzt. Sie gibt einen regulären Kettenbruch wieder, der von Euler aus dem folgenden abgeleitet wurde:
{\displaystyle (2){\begin{aligned}{\frac {e+1}{e-1}}&=[2;6,10,14,\dotsc ]\\&={2+{\cfrac {1}{6+{\cfrac {1}{10+{\cfrac {1}{14+{\cfrac {1}{\;\,\ddots }}}}}}}}}\\&\approx 2{,}1639534137386\end{aligned}}}(Folge A016825 in OEIS)
Dieser Kettenbruch ist seinerseits ein Spezialfall des folgenden mit {\displaystyle k=2}:
{\displaystyle (3){\begin{aligned}{\coth {\frac {1}{k}}}&={\frac {e^{\frac {2}{k}}+1}{e^{\frac {2}{k}}-1}}\\&=[k;3k,5k,7k,\dots ]\\&={k+{\cfrac {1}{3k+{\cfrac {1}{5k+{\cfrac {1}{7k+{\cfrac {1}{\;\,\ddots }}}}}}}}}\\\end{aligned}}}     {\displaystyle (k=1,2,3,\dots )}
Eine andere klassische Kettenbruchentwicklung, die jedoch nicht regelmäßig ist, stammt ebenfalls von Euler:
{\displaystyle (4){\begin{aligned}{\frac {1}{e-1}}&={0+{\cfrac {1}{1+{\cfrac {2}{2+{\cfrac {3}{3+{\cfrac {4}{\;\,\ddots }}}}}}}}}\approx 0{,}58197670686932\end{aligned}}}(Folge A073333 in OEIS)
Auf Euler und Ernesto Cesàro geht eine weitere Kettenbruchentwicklung der Eulerschen Zahl zurück, die von anderem Muster als in (1) ist:
{\displaystyle (5){\begin{aligned}e&=2+{\cfrac {1}{1+{\cfrac {1}{2+{\cfrac {2}{3+{\cfrac {3}{4+{\cfrac {4}{5+{\cfrac {5}{6+{\cfrac {6}{7+{\cfrac {7}{8+\dotsb }}}}}}}}}}}}}}}}\end{aligned}}}
Im Zusammenhang mit der Eulerschen Zahl existiert darüber hinaus eine große Anzahl von allgemeinen kettenbruchtheoretischen Funktionalgleichungen. So nennt Oskar Perron als eine von mehreren die folgende allgemeingültige Darstellung der {\displaystyle e}-Funktion:
{\displaystyle (6){\begin{aligned}{e^{z}}&=1+{\cfrac {z}{1-{\cfrac {1z}{2+z-{\cfrac {2z}{3+z-{\cfrac {3z}{4+z-{\cfrac {4z}{5+z-{\cfrac {5z}{6+z-{\cfrac {6z}{7+z-{\cfrac {7z}{8+z-\dotsb }}}}}}}}}}}}}}}}\end{aligned}}}     {\displaystyle (z\in \mathbb {C} )}
Ein weiteres Beispiel hierfür ist die von Johann Heinrich Lambert stammende Entwicklung des Tangens hyperbolicus, die zu den lambertschen Kettenbrüchen gerechnet wird:
{\displaystyle (7){\begin{aligned}{\tanh z}&={\frac {e^{z}-e^{-z}}{e^{z}+e^{-z}}}\\&={\frac {e^{2z}-1}{e^{2z}+1}}\\&=0+{\cfrac {z}{1+{\cfrac {z^{2}}{3+{\cfrac {z^{2}}{5+{\cfrac {z^{2}}{7+{\cfrac {z^{2}}{9+{\cfrac {z^{2}}{11+{\cfrac {z^{2}}{13+{\cfrac {z^{2}}{15+\dotsb }}}}}}}}}}}}}}}}\end{aligned}}}     {\displaystyle \left(z\in \mathbb {C} \setminus \left\{{\frac {\mathrm {i} \pi }{2}}+k\pi \colon k=0,1,2,3,\dotsc \right\}\right)}
Erst 2019 wurde mit Hilfe eines Computerprogrammes, das nach Srinivasa Ramanujan als Ramanujan-Maschine benannt wurde, letztlich basierend auf einer Trial-and-error-Methode, durch ein Team um Gal Raayoni am Technion eine weitere und bisher unbekannte Kettenbruchentwicklung für die Eulersche Zahl gefunden. Gegenüber allen bisher bekannten Kettenbruchentwicklungen, die alle von einer beliebigen ganzzahligen Zahl, die kleiner als die Eulersche Zahl ist, aufsteigen, handelt es sich hier erstmals um eine, die von der ganzen Zahl 3, einer ganzen Zahl, die größer ist als die Eulersche Zahl, absteigt. Allein das Auffinden eines (einzigen) solchen absteigenden Kettenbruchs von einer ganzen Zahl größer als die Eulersche Zahl {\displaystyle (3>e)} legt die Vermutung nahe, dass es unendlich viele solcher absteigenden Kettenbrüche von ganzen Zahlen {\displaystyle n} mit {\displaystyle n>e} gibt, die ebenfalls auf die Eulersche Zahl führen.
{\displaystyle (8){\begin{aligned}e&=3+{\cfrac {-1}{4+{\cfrac {-2}{5+{\cfrac {-3}{6+{\cfrac {-4}{7+{\cfrac {-5}{8+\dotsb }}}}}}}}}}\end{aligned}}}

## Anschauliche Interpretationen der Eulerschen Zahl

### Zinseszinsrechnung
Das folgende Beispiel macht die Berechnung der Eulerschen Zahl nicht nur anschaulicher, sondern es beschreibt auch die Geschichte der Entdeckung der Eulerschen Zahl: Ihre ersten Stellen wurden von Jakob I Bernoulli bei der Untersuchung der Zinseszinsrechnung gefunden.
Den Grenzwert der ersten Formel kann man folgendermaßen deuten: Jemand zahlt am 1. Januar einen Euro auf der Bank ein. Die Bank garantiert ihm eine momentane Verzinsung zu einem Zinssatz {\displaystyle z=100\,\%} pro Jahr. Wie groß ist sein Guthaben am 1. Januar des nächsten Jahres, wenn er die Zinsen zu gleichen Bedingungen anlegt?
Nach der Zinseszinsformel wird aus dem Startkapital {\displaystyle K_{0}} nach {\displaystyle n} Verzinsungen mit Zinssatz {\displaystyle z} das Kapital
{\displaystyle K_{n}=K_{0}(1+z)^{n}.}
In diesem Beispiel sind {\displaystyle K_{0}=1} und {\displaystyle z=100\,\%=1}, wenn der Zinszuschlag jährlich erfolgt, oder {\displaystyle z=1/n}, wenn der Zinszuschlag {\displaystyle n}-mal im Jahr erfolgt, also bei unterjähriger Verzinsung.
Bei jährlichem Zuschlag wäre
{\displaystyle K_{1}=1\cdot (1+1)^{1}=2{,}00.}
Bei halbjährlichem Zuschlag hat man {\displaystyle z={\tfrac {1}{2}}},
{\displaystyle K_{2}=1\cdot \left(1+{\frac {1}{2}}\right)^{\!2}=2{,}25,}
also schon etwas mehr. Bei täglicher Verzinsung mit {\displaystyle z={\tfrac {1}{365}}} erhält man
{\displaystyle K_{365}=1\cdot \left(1+{\frac {1}{365}}\right)^{\!365}=2{,}714567482\ldots \ .}
Wenn die Verzinsung kontinuierlich in jedem Augenblick erfolgt, wird {\displaystyle n} unendlich groß, und man bekommt die oben angegebene erste Formel für {\displaystyle e}.

### Wahrscheinlichkeitsrechnung
{\displaystyle e} ist auch häufig in der Wahrscheinlichkeitstheorie anzutreffen: Beispielsweise sei angenommen, dass ein Bäcker für jedes Brötchen eine Rosine in den Teig gibt und diesen gut durchknetet. Danach enthält statistisch gesehen jedes {\displaystyle e}-te Brötchen keine Rosine. Die Wahrscheinlichkeit {\displaystyle p}, dass bei {\displaystyle n} Brötchen keine der {\displaystyle n} Rosinen in einem fest gewählten ist, ergibt im Grenzwert für {\displaystyle n\to \infty } (37-%-Regel):
{\displaystyle p=\lim _{n\to \infty }\left({\frac {n-1}{n}}\right)^{n}=\lim _{n\to \infty }\left(1-{\frac {1}{n}}\right)^{n}={\frac {1}{e}}.}
Es werden Briefe und die zugehörigen Briefumschläge mit den Adressen unabhängig voneinander geschrieben. Dann werden ohne hinzusehen, also rein zufällig, die Briefe in die Briefumschläge gesteckt. Wie groß ist die Wahrscheinlichkeit, dass kein Brief im richtigen Umschlag steckt?
Euler löste diese Aufgabe und veröffentlichte sie 1751 im Aufsatz „Calcul de la probabilité dans le jeu de rencontre“. Bemerkenswert ist, dass sich ab einer Anzahl von sieben Briefen die Wahrscheinlichkeit fast nicht mehr ändert. Sie wird sehr gut durch {\displaystyle 1/e=0{,}367879\dots \approx 36{,}7879\,\%} angenähert, den Grenzwert der Wahrscheinlichkeiten, wenn die Anzahl an Briefen immer größer wird.
Einem Jäger steht nur ein Schuss zur Verfügung. Er soll aus einer Schar Tauben, deren Anzahl {\displaystyle n} er kennt, die in zufälliger Reihenfolge an ihm vorbeifliegen, die größte schießen. Mit welcher Strategie sind seine Chancen maximal, die größte Taube zu treffen? Dieses Taubenproblem wurde vom amerikanischen Mathematiker Herbert Robbins formuliert. Dasselbe Entscheidungsproblem besteht auch bei der Anstellung des besten Mitarbeiters bei {\displaystyle n} Bewerbern (Sekretärinnenproblem) und ähnlichen Einkleidungen. Lösung: Die optimale Strategie besteht darin, erst {\displaystyle k} Tauben {\displaystyle (k<n)} vorbeifliegen zu lassen und dann auf die nächste Taube zu schießen, die größer als alle bisher vorbeigeflogenen ist, oder auf die allerletzte, wenn bis dahin keine größere vorbeigeflogen ist. Die Wahrscheinlichkeit, die größte Taube zu erwischen, beträgt bei dieser optimalen Strategie ungefähr {\displaystyle 1/e} unabhängig von {\displaystyle n}, das jedoch nicht zu klein sein sollte. Wenn wir {\displaystyle k/n} als Schätzwert für {\displaystyle 1/e} wählen, dann folgt {\displaystyle k\approx 1/e\cdot n}. Also sollte man bei 27 Tauben erst 10 vorbeifliegen lassen. Bemerkenswert ist, dass man bei rund {\displaystyle 2/3} aller Fälle nicht die gewünschte optimale Lösung erhält.
Bei der Poisson-, der Exponential- und der Normalverteilung wird {\displaystyle e} neben anderen Größen zur Beschreibung der Verteilung benutzt.

## Bedeutung in der Mathematik
Die Eulersche Zahl taucht an verschiedenen wichtigen Stellen in der Mathematik auf:
- Sie dient zur Definition {\displaystyle f(x\mid \mu ,\sigma ^{2})={\frac {1}{\sqrt {2\pi \sigma ^{2}}}}\operatorname {exp} \left(-{\frac {(x-\mu )^{2}}{2\sigma ^{2}}}\right)={\frac {1}{\sqrt {2\pi \sigma ^{2}}}}e^{-{\frac {(x-\mu )^{2}}{2\sigma ^{2}}}}} der Normalverteilung, einer Wahrscheinlichkeitsverteilung.
- Sie dient zur Definition {\displaystyle P_{\lambda }(k)={\frac {\lambda ^{k}}{k!}}\,e^{-\lambda }} der Poisson-Verteilung, einer Wahrscheinlichkeitsverteilung.
- Sie ist in der Stirling-Formel {\displaystyle n!\sim {\sqrt {2\pi n}}\left({\frac {n}{e}}\right)^{n}} für die Fakultät enthalten.
- Sie ist in der Definition {\displaystyle \Gamma (z)=\int _{0}^{\infty }t^{z-1}e^{-t}\mathrm {d} t} der Gammafunktion enthalten.
- Sie ist in der Formel {\displaystyle {!}n=\left\lfloor {\frac {n!+1}{e}}\right\rfloor } für die Subfakultät enthalten.

Die Exponentialfunktion zur Basis der Eulerschen Zahl lautet:
{\displaystyle f(x)=e^{x}}
Die Ableitungsfunktion lautet:
{\displaystyle f'(x)={\frac {\mathrm {d} }{\mathrm {d} x}}e^{x}=e^{x}}
Daraus folgt, dass diese Exponentialfunktion mit ihrer Ableitungsfunktion identisch ist:
{\displaystyle f(x)=f'(x)}
Dies bedeutet anschaulich, dass die Steigung dieser Exponentialfunktion an jeder Stelle genauso groß ist wie der Funktionswert.
Auch in der Differentialrechnung kommt die Eulersche Zahl vor. An der Stelle {\displaystyle e} liegt das Maximum der Funktion {\displaystyle f(x)=x^{\tfrac {1}{x}}=e^{\tfrac {\ln(x)}{x}}}. Außerdem befindet sich an der Stelle {\displaystyle e^{-1}} das Minimum der Funktion {\displaystyle f(x)=x^{x}=e^{x\cdot \ln(x)}}. Das kann jeweils mithilfe der Ableitungsfunktion gezeigt werden.

## Charakterisierung der Eulerschen Zahl nach Steiner
Im vierzigsten Band von Crelles Journal aus dem Jahre 1850 gibt der Schweizer Mathematiker Jakob Steiner eine Charakterisierung der Eulerschen Zahl {\displaystyle e}, wonach {\displaystyle e} als Lösung einer Extremwertaufgabe verstanden werden kann. Steiner zeigte nämlich, dass die Zahl {\displaystyle e} charakterisierbar ist als diejenige eindeutig bestimmte positive reelle Zahl, die beim Wurzelziehen mit sich selbst die größte Wurzel liefert. Wörtlich schreibt Steiner: „Wird jede Zahl durch sich selbst radicirt, so gewährt die Zahl e die allergrößte Wurzel.“
Steiner behandelt hier die Frage, ob für die Funktion
{\displaystyle f\colon (0,\infty )\to (0,\infty ),\;x\mapsto f(x)={\sqrt[{x}]{x}}=x^{\frac {1}{x}}}
das globale Maximum existiert und wie es zu bestimmen ist. Seine Aussage ist, dass es existiert und dass es angenommen wird in und nur in {\displaystyle x_{\mathrm {max} }=e}.
In seinem Buch Triumph der Mathematik gibt Heinrich Dörrie eine elementare Lösung dieser Extremwertaufgabe. Sein Ansatz geht von der folgenden wahren Aussage über die reelle Exponentialfunktion aus:
{\displaystyle \forall y\in \mathbb {R} \setminus \{0\}\colon e^{y}>1+y}
Nach der Substitution {\displaystyle y={\frac {x-e}{e}}} folgt für alle reellen Zahlen {\displaystyle x\neq e}
{\displaystyle e^{\frac {x-e}{e}}>1+{\frac {x-e}{e}},}
mittels einfacher Umformungen weiter
{\displaystyle e^{\frac {x}{e}}>x}
und schließlich für alle positiven {\displaystyle x\neq e} durch Radizieren
{\displaystyle {\sqrt[{e}]{e}}>{\sqrt[{x}]{x}}.}

## Bruchnäherungen
Für die Zahl {\displaystyle e} und daraus abgeleitete Größen gibt es verschiedene näherungsweise Darstellungen mittels Brüchen. So fand Charles Hermite die folgenden Bruchnäherungen:
{\displaystyle e\approx {\frac {58291}{21444}}\approx 2{,}718289498}
{\displaystyle e^{2}\approx {\frac {158452}{21444}}\approx 7{,}38910651}
Hier weicht der erstgenannte Bruch um weniger als 0,0003 Prozent von {\displaystyle e} ab.
Die optimale Bruchnäherung im dreistelligen Zahlenbereich, also die optimale Bruchnäherung {\displaystyle e\approx {\frac {Z_{0}}{N_{0}}}} mit {\displaystyle N_{0},Z_{0}<1000}, ist
{\displaystyle e\approx {\frac {878}{323}}\approx 2{,}718266254}.
Diese Näherung ist jedoch nicht die beste Bruchnäherung im Sinne der Forderung, dass der Nenner höchstens dreistellig sein soll. Die in diesem Sinne beste Bruchnäherung ergibt sich als 9. Näherungsbruch der Kettenbruchentwicklung der Eulerschen Zahl:
{\displaystyle e\approx {\frac {1457}{536}}\approx 2{,}71828358\dots }
Aus den Näherungsbrüchen der zu {\displaystyle e} gehörenden Kettenbruchentwicklungen (s. o.) ergeben sich Bruchnäherungen beliebiger Genauigkeit für {\displaystyle e} und daraus abgeleitete Größen. Mit diesen findet man sehr effizient beste Bruchnäherungen der Eulerschen Zahl in beliebigen Zahlenbereichen. So erhält etwa im fünfstelligen Zahlenbereich die beste Bruchnäherung
{\displaystyle e\approx {\frac {49171}{18089}}\approx 2{,}718281828735\dots },
die zeigt, dass die von Charles Hermite für die Eulersche Zahl im fünfstelligen Zahlenbereich gefundene Bruchnäherung noch nicht optimal war.
In gleicher Weise hat etwa C. D. Olds gezeigt, dass durch die Näherung
{\displaystyle {\frac {e-1}{2}}\approx {\frac {342762}{398959}}}
für die Eulersche Zahl eine weitere Verbesserung, nämlich
{\displaystyle e\approx {\frac {1084483}{398959}}\approx 2{,}7182818284585\dots },
zu erzielen ist.
Insgesamt beginnt die Folge der besten Näherungsbrüche der Eulerschen Zahl, die sich aus ihrer regelmäßigen Kettenbruchdarstellung ergeben, folgendermaßen:
{\displaystyle {\frac {p_{0}}{q_{0}}}=[2]={\frac {2}{1}}}
{\displaystyle {\frac {p_{1}}{q_{1}}}=[2;1]={\frac {3}{1}}}
{\displaystyle {\frac {p_{2}}{q_{2}}}=[2;1,2]={\frac {8}{3}}}
{\displaystyle {\frac {p_{3}}{q_{3}}}=[2;1,2,1]={\frac {11}{4}}}
{\displaystyle {\frac {p_{4}}{q_{4}}}=[2;1,2,1,1]={\frac {19}{7}}}
{\displaystyle {\frac {p_{5}}{q_{5}}}=[2;1,2,1,1,4]={\frac {87}{32}}}
{\displaystyle {\frac {p_{6}}{q_{6}}}=[2;1,2,1,1,4,1]={\frac {106}{39}}}
{\displaystyle {\frac {p_{7}}{q_{7}}}=[2;1,2,1,1,4,1,1]={\frac {193}{71}}}
{\displaystyle {\frac {p_{8}}{q_{8}}}=[2;1,2,1,1,4,1,1,6]={\frac {1264}{465}}}
{\displaystyle {\frac {p_{9}}{q_{9}}}=[2;1,2,1,1,4,1,1,6,1]={\frac {1457}{536}}}
{\displaystyle {\frac {p_{10}}{q_{10}}}=[2;1,2,1,1,4,1,1,6,1,1]={\frac {2721}{1001}}}
{\displaystyle {\frac {p_{11}}{q_{11}}}=[2;1,2,1,1,4,1,1,6,1,1,8]={\frac {23225}{8544}}}
{\displaystyle \dots }
{\displaystyle {\frac {p_{20}}{q_{20}}}=[2;1,2,1,1,4,1,1,6,1,1,8,1,1,10,1,1,12,1,1,14]={\frac {410105312}{150869313}}}
{\displaystyle \dots }

## Berechnung der Nachkommastellen
Zur Berechnung der Nachkommastellen wird meist die Reihendarstellung
{\displaystyle e=\sum _{k=0}^{\infty }{\frac {1}{k!}}={\frac {1}{0!}}+{\frac {1}{1!}}+{\frac {1}{2!}}+{\frac {1}{3!}}+{\frac {1}{4!}}+\dotsb =1+1+{\frac {1}{2}}+{\frac {1}{6}}+{\frac {1}{24}}+\dotsb }
ausgewertet, die schnell konvergiert. Wichtig bei der Implementierung ist dabei Langzahlarithmetik, damit die Rundungsfehler nicht das Ergebnis verfälschen. Ein Verfahren, das ebenfalls auf dieser Formel beruht, aber ohne aufwendige Implementierung auskommt, ist der Tröpfelalgorithmus zur Berechnung der Nachkommastellen von {\displaystyle e}, den A. H. J. Sale fand.
| Datum              | Anzahl             | Mathematiker                                      |
| ------------------ | ------------------ | ------------------------------------------------- |
| 1748               | 23                 | Leonhard Euler                                    |
| 1853               | 137                | William Shanks                                    |
| 1871               | 205                | William Shanks                                    |
| 1884               | 346                | J. Marcus Boorman                                 |
| 1946               | 808                | ?                                                 |
| 1949               | 2.010              | John von Neumann (berechnet auf dem ENIAC)        |
| 1961               | 100.265            | Daniel Shanks und John Wrench                     |
| 1981               | 116.000            | Steve Wozniak (berechnet mithilfe eines Apple II) |
| 1994               | 10.000.000         | Robert Nemiroff und Jerry Bonnell                 |
| Mai 1997           | 18.199.978         | Patrick Demichel                                  |
| August 1997        | 20.000.000         | Birger Seifert                                    |
| September 1997     | 50.000.817         | Patrick Demichel                                  |
| Februar 1999       | 200.000.579        | Sebastian Wedeniwski                              |
| Oktober 1999       | 869.894.101        | Sebastian Wedeniwski                              |
| 21. November 1999  | 1.250.000.000      | Xavier Gourdon                                    |
| 10. Juli 2000      | 2.147.483.648      | Shigeru Kondo und Xavier Gourdon                  |
| 16. Juli 2000      | 3.221.225.472      | Colin Martin und Xavier Gourdon                   |
| 2. August 2000     | 6.442.450.944      | Shigeru Kondo und Xavier Gourdon                  |
| 16. August 2000    | 12.884.901.000     | Shigeru Kondo und Xavier Gourdon                  |
| 21. August 2003    | 25.100.000.000     | Shigeru Kondo und Xavier Gourdon                  |
| 18. September 2003 | 50.100.000.000     | Shigeru Kondo und Xavier Gourdon                  |
| 27. April 2007     | 100.000.000.000    | Shigeru Kondo und Steve Pagliarulo                |
| 6. Mai 2009        | 200.000.000.000    | Shigeru Kondo und Steve Pagliarulo                |
| 20. Februar 2010   | 500.000.000.000    | Alexander Yee                                     |
| 5. Juli 2010       | 1.000.000.000.000  | Shigeru Kondo                                     |
| 24. Juni 2015      | 1.400.000.000.000  | Ellie Hebert                                      |
| 14. Februar 2016   | 1.500.000.000.000  | Ron Watkins                                       |
| 29. Mai 2016       | 2.500.000.000.000  | „yoyo“ – unverifizierte Kalkulation               |
| 29. August 2016    | 5.000.000.000.000  | Ron Watkins                                       |
| 3. Januar 2019     | 8.000.000.000.000  | Gerald Hofmann                                    |
| 11. Juli 2020      | 12.000.000.000.000 | David Christle                                    |
| 22. November 2020  | 31.415.926.535.897 | David Christle                                    |

## Die Eulersche Zahl in den Medien
In der Fernsehserie Die Simpsons und ihrer Nachfolgeserie Futurama kommen viele mathematische Bezüge vor, einige haben auch mit der eulerschen Zahl {\displaystyle e} und Euler zu tun.
1995 gewährte in der Fernsehserie Akte X – Die unheimlichen Fälle des FBI die Zahlenreihe 2-7-1-8-2-8 zwei FBI-Agenten den Zutritt zu einem geheimen Archiv. Dort war nicht von der Eulerschen Zahl, sondern von Napiers Konstante die Rede.

## Trivia
Es gibt internationale Tage der Eulerschen Zahl {\displaystyle e}. In Ländern, in denen wie in Deutschland beim Datum der Tag vor dem Monat (27.1.) geschrieben wird, wird der Tag der Eulerschen Zahl am 27. Januar begangen, in Ländern, in denen wie in den USA der Monat vor dem Tag geschrieben wird (2/7), am 7. Februar.